# Lijst van burgemeesters van Graauw en Langendam
Dit is een lijst van burgemeesters van de voormalige Nederlandse gemeente Graauw en Langendam tot die in 1970 opging in de gemeente Hulst.
| Ambtsperiode | Naam burgemeester                              | Leefde    | Partij of stroming | Bijzonderheden                                                                                                   |
| ------------ | ---------------------------------------------- | --------- | ------------------ | --- |
| 1796 - 1797  | Jacques Annaert                                | 1757-1841 |                    | agent municipal                                                                                                  |
| 1797 - 1803  | Josse Crombeen                                 | 1746-1812 |                    | agent municipal, daarna maire                                                                                    |
| 1803 - 1807  | Dominicus Josephus Voet                        | 1767-1838 |                    | maire |
| 1808 - 1816  | Josse François Cockx                           | geb. 1767 |                    | maire, daarna schout                                                                                             |
| 1817         | Jacobus de Backer                              | 1751-1821 |                    | schout, was daarvoor onderschout                                                                                 |
| 1818 - 1824  | Louis Charles François van Waesberghe (Luning) | 1774-1824 |                    | schout, tevens wethouder van Hulst                                                                               |
| 1824 - 1850  | Willem Seijdlitz                               | 1782-1869 |                    | schout, vanaf 1825 burgemeester, tevens notaris en gemeentesecretaris van Clinge, vanaf 1832 wethouder van Hulst |
| 1850 - 1851  | Jacobus Truijman                               | 1806-1851 |                    | |
| 1851 - 1855  | Pieter Verhoeven                               | 1791-1855 |                    | |
| 1855 - 1867  | Andries Bogaert                                | 1812-1891 |                    | |
| 1867 - 1897  | Pieter Verhaegen                               | 1831-1897 |                    | |
| 1897 - 1915  | Pieter Augustinus Baart                        | 1846-1915 |                    | was al gemeentesecretaris van Graauw en Langendam                                                                |
| 1915 - 1924  | Pieter Augustinus van Campen                   | 1863-1924 |                    | |
| 1924 - 1937  | Ferdinandus Josephus van Campen                | 1875-1937 |                    | broer van zijn voorganger                                                                                        |
| 1937 - 1960  | mr. Frans Jozef Schlüter                       | 1895-1961 |                    | |
| 1944         | Petrus Dignum Jacobus Heije                    | 1899-1984 | NSB                | |
| 1960 - 1970  | François Julianus (Frans) de Nijs              | 1919-1999 | KVP                | was al gemeentesecretaris van Graauw en Langendam, werd burgemeester van Obdam                                   |